# Władysław Staniuk
Władysław Staniuk (ur. 18 czerwca 1934 w miejscowości Kupracze na Wołyniu) – polski przedsiębiorca, rzemieślnik, poseł na Sejm I kadencji.

## Życiorys
Jego rodzina zamieszkiwała na Kresach Wschodnich. Po II wojnie światowej jego matka wraz z dziećmi przyjechała na Lubelszczyznę. Na początku lat 50. rodzina wyjechała najpierw do Stargardu Szczecińskiego, a w 1955 osiedliła się w Słupsku.
W 1963 ukończył słupskie technikum mechaniczne. W okresie PRL (podobnie jak jego bracia) założył własny zakład rzemieślniczy. Kooperujące ze sobą firmy rodzinne zajmowały się m.in. eksportem do NRD, w latach 70. rozwijając profile produkcji.
W latach 1991–1993 sprawował mandat posła na Sejm I kadencji z listy Chrześcijańskiej Demokracji z okręgu koszalińsko-słupskiego. Zasiadał m.in. w Komisji Stosunków Gospodarczych z Zagranicą i Gospodarki Morskiej, Komisji Systemu Gospodarczego i Przemysłu oraz Komisji Handlu i Usług. W 1993 bez powodzenia kandydował do parlamentu z ramienia BBWR, później wycofał się z bieżącej polityki, okazjonalnie wspierając w wyborach kandydatów Platformy Obywatelskiej.
Został współwłaścicielem prywatnej spółki prawa handlowego działającej w branży logistycznej.